# Karl Kempter

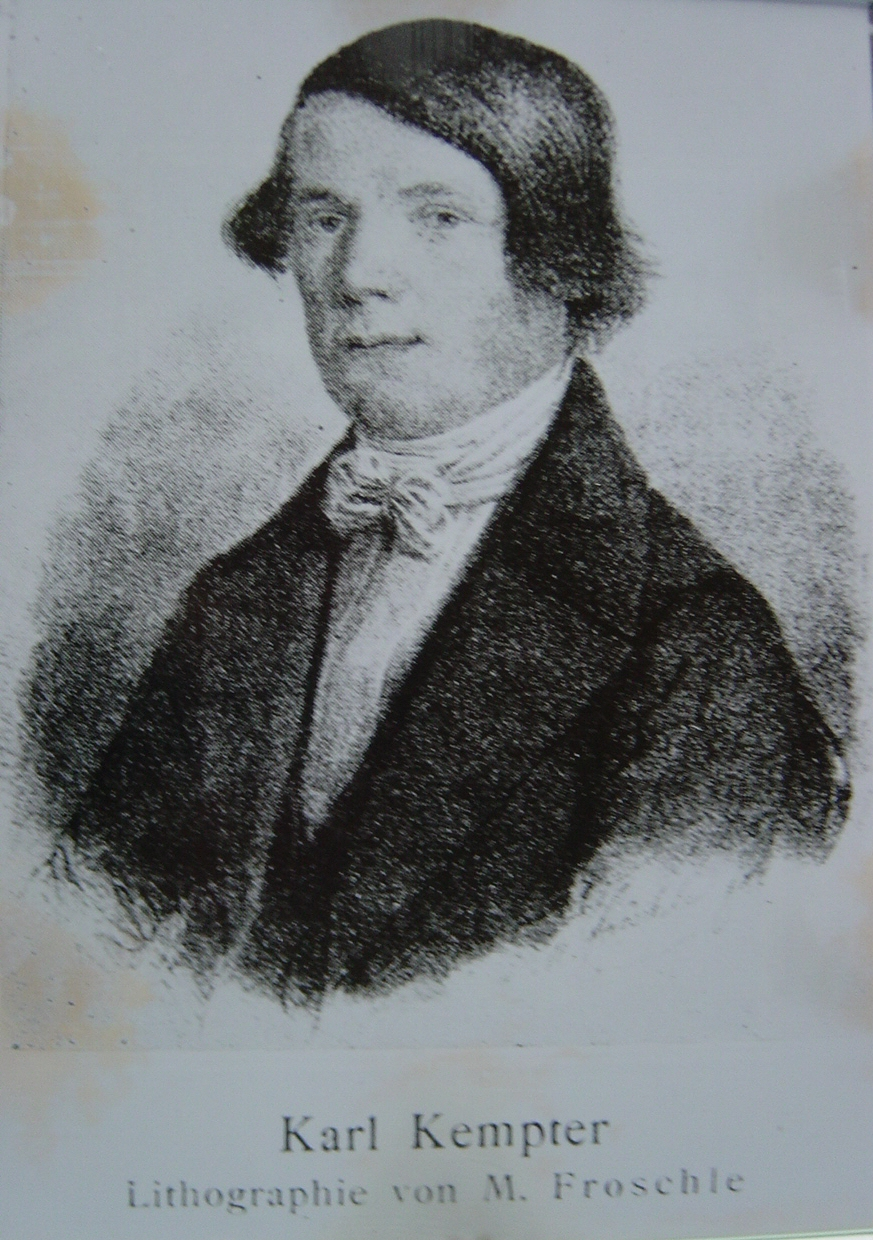
Karl Kempter

Karl Kempter (* 17. Januar 1819 in Limbach bei Burgau; † 12. März 1871 in Augsburg) war ein deutscher Komponist und Kirchenmusiker. Sein bekanntestes Werk, die Große Pastoralmesse in G-Dur, wird noch heute in Augsburg und Umgebung häufig zur Weihnachtszeit aufgeführt.

## Leben
Karl Kempter entstammt einem alten Limbacher Geschlecht, das seit dem 17. Jahrhundert in Limbach urkundlich erwähnt wird. Seine Familie brachte Theologen, Ordensleute, Musiker und Lehrer hervor. Er selbst wurde am 17. Januar 1819 als siebtes und jüngstes Kind der Schullehrerseheleute Mathias und Kreszentia Kempter im Haus Nr. 1, dem Landschulhaus in Limbach, geboren und wuchs in ärmlichen Verhältnissen auf.
Sein Vater erkannte schon bald die hohe Musikalität seines Sohnes und war bemüht, diesem eine solide musikalische Grundausbildung zu erteilen. Zunächst gab Mathias Kempter seinem Sohn die musikalischen Kenntnisse weiter, die er selbst bei seinem Onkel Pater Bernhard Kempter im Kloster Marchtal erworben hatte. So gefördert widmete sich Karl Kempter schon früh der Musik und erwies sich als vielversprechendes Talent an der Orgel.
Am 1. Dezember 1831 gaben ihn seine Eltern im Alter von zwölf Jahren zur weiteren Musikausbildung nach Augsburg. Dort wurde er der Obhut von Michael Keller anbefohlen, der Organist und Chorregent an St. Ulrich und Afra in Augsburg war und bei dem Karl Kempter auch wohnte. Von Michael Keller erhielt Karl Kempter auch die für sein späteres musikalisches Wirken richtungsweisenden Impulse. Er wurde in Gesang, Klavier- und Orgelspiel sowie in Komposition ausgebildet. Kempter studierte den Generalbass nach den Lehrwerken Johann Georg Albrechtsbergers und den Kontrapunkt nach denen Anton Reichas. Seine Klavierschulung folgte den von Johann Nepomuk Hummel dargelegten Richtlinien. Innerhalb seiner Fachausbildung widmete sich Karl Kempter mit Hingabe der Kirchenmusik.
Nachdem der frühere Chorregent an der Basilika, Pater Rupert Streicher, verstorben war und Michael Keller die vakant gewordene Stelle erhalten hatte, übernahm der 18-jährige 1837 nach sechs Jahren Lehrzeit die Organistenstelle an St. Ulrich und Afra, die zuvor sein Lehrer bekleidet hatte. Zugleich war der Ruf auf die Domorganistenstelle an Keller ergangen, so dass er seinem Schüler Karl für die Organistenstelle an St. Ulrich und Afra Protektion gewährte.
Am 1. November 1839 verschaffte Michael Keller, der einen Monat zuvor zum Domkapellmeister zu Augsburg ernannt worden war, seinem Meisterschüler die Anstellung als Domorganist. Dieses Amt sollte Karl Kempter mit großem Eifer und Einsatz 25 Jahre lang innehaben. Nun fing der Zwanzigjährige auch zu komponieren an.
1841 heiratete Karl Kempter in Augsburg Josefa von Cobres, die Tochter eines pensionierten österreichischen k.u.k. Offiziers. Mit ihr hatte er drei Kinder: Karl, Emma und Charlotte.
Neben seinem Organistendienst erteilte Kempter sowohl privat als auch am Augsburger St. Stephanstift Musikunterricht.
Von 1843 bis 1867 war er Mitglied der seit 1843 bestehenden und von Johann Rösle gegründeten Augsburger Liedertafel. Dort sang er im II. Tenor mit. Für die Liedertafel hat Karl Kempter Kompositionen geschrieben, unter anderem einen Huldigungschor an Felix Mendelssohn Bartholdy. Kempter komponierte Messen, Gradualien, Oratorien (Johannes der Täufer, Maria, Die Hirten von Bethlehem, Die Offenbarung) und gab ein Kirchengesangsbuch heraus. Vor allem der Volksgesang, insbesondere beim Gottesdienst, war Mittelpunkt seines Schaffens: Musizierbarkeit mit den den Landchören verfügbaren Mitteln und für die ihnen eigene Mentalität lag ihm am Herzen. Viele Kompositionen, wie etwa der Hymnus „Adoro te“ und die so genannte „Kleine Pastoralmesse“, konnten, verlegt im Musikverlag Anton Böhm & Sohn, Augsburg, den Weg zu den Kirchenchören überall im Land finden. Mit 31 Jahren vollendete er sein bekanntestes Werk, die große Pastoralmesse in G-Dur op. 24. Die Uraufführung erfolgte bei der Christmette des Jahres 1851 im Hohen Dom zu Augsburg.
Kempter verließ Augsburg kaum, unterhielt aber Kontakte nach Kremsmünster/Österreich, zum Chorherrnstift St. Florian, zum Kloster Einsiedeln/Schweiz, nach Prag und Budapest.
Nach dem Tode seines Lehrers und Freundes Michael Keller am 1. März 1865 wurde Karl Kempter zum Domkapellmeister ernannt. Damit bekleidete er das höchste Amt im kirchenmusikalischen Bereich Augsburgs.
Kempters letzte Jahre waren geprägt von einem Nervenleiden und einer Lähmung infolge eines Schlaganfalls, der ihn 46-jährig während einer Unterrichtsstunde im Institut St. Stephan ereilt hatte. Bedingt durch seine Krankheit musste er 1867 das Amt des Domkapellmeisters aufgeben. Sein Nachfolger wurde sein Schüler Karl Kammerlander, der wie Kempter einer Lehrerfamilie entstammte.

Eine Gehirnerschütterung durch einen Unfall verschlimmerte seinen körperlichen und geistigen Verfall noch. Auch die Todesfälle innerhalb der Familie – seine Frau starb im Jahre 1869, seine jüngste Tochter 1870 – machten ihm schwer zu schaffen. Vereinsamt, körperlich und seelisch ausgezehrt starb Kempter am 12. März 1871 in seiner letzten Wohnung, dem heutigen Stephansplatz 9. Er wurde auf dem Katholischen Friedhof an der Hermanstraße in Augsburg beigesetzt. 
Kemptersche Wohnungen in Augsburg:

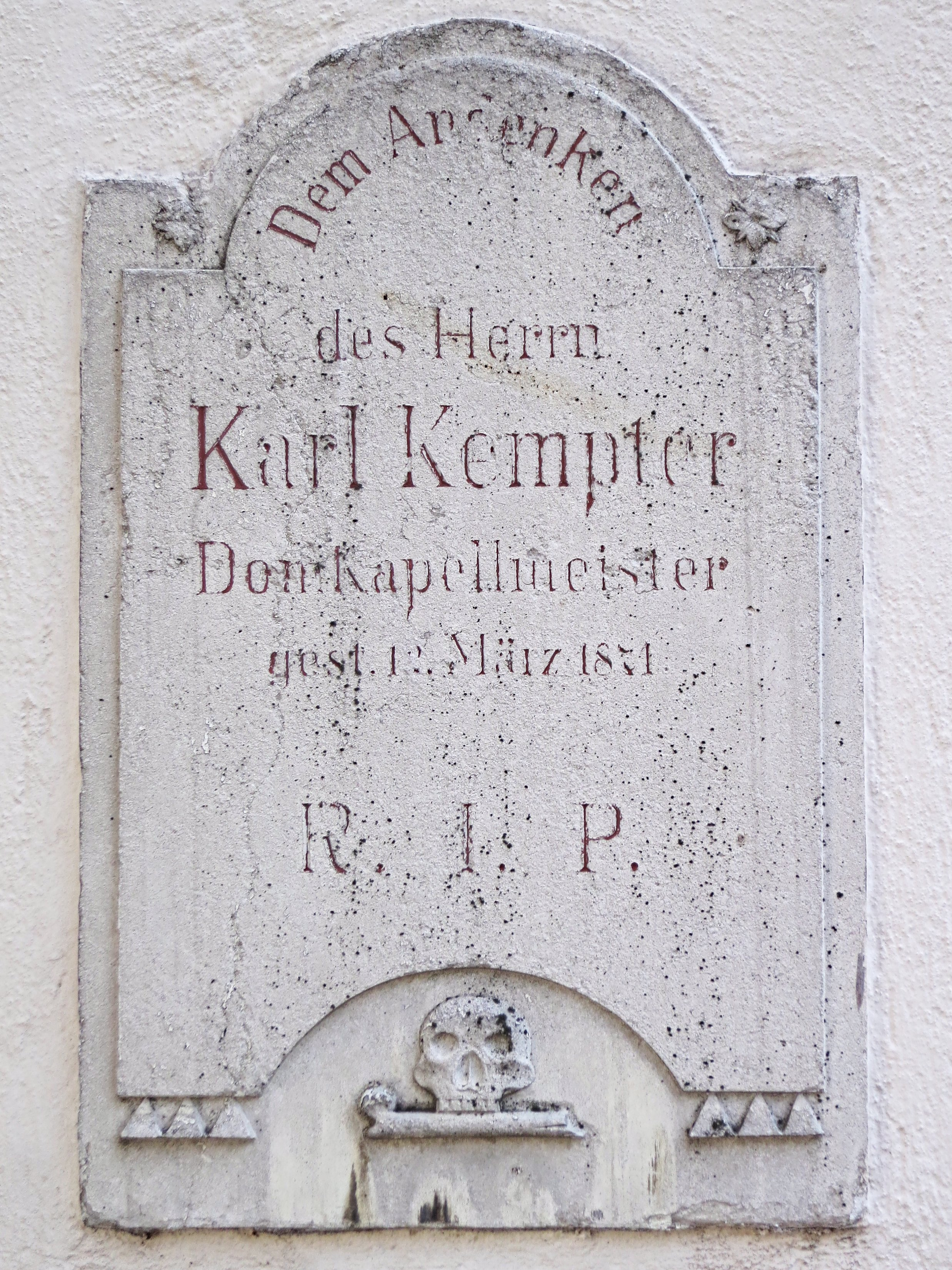
Epitaph an der Außenmauer von St. Michael im Friedhof Hermanstraße

Frauentorstr. 22, Karolinenstr. 37, Jesuitengasse 17, Stephansplatz 9.

## Ehrungen
- Ehrenmitglied des römischen kirchenmusikalischen Zirkels der Accademia Nazionale di Santa Cecilia, berufen durch Papst Pius IX., seit 17. Januar 1866.[1]

## Werk
Unentwegt hatte Kempter komponiert und mehr als 120 Werke geschaffen. Sein kompositorisches Schaffen umfasst, entsprechend seiner beruflichen Tätigkeit, überwiegend kirchenmusikalische Werke. Selten schuf er auch weltliche Kompositionen, so u. a. eine „Hymne an König Ludwig“ und einen „Festmarsch für Klavier zu vier Händen“.
Großen Wert legte Kempter darauf, dass seine Kompositionen sowohl von kleinen Laienchören als auch in üppiger Besetzung mit großem Chor und vollem Orchester aufgeführt werden können. Seine lateinische Messe in G, op. 15, z. B. sei „zum Gebrauche gut besetzter Land- und kleinerer Stadt-Chöre“ geeignet. Solche Hinweise berücksichtigen die oft unterschiedliche Leistungsfähigkeit von Chören.
Sein wohl bekanntestes Werk ist die Pastoralmesse in G, op. 24. In der Christmette am Heiligen Abend 1851 war sie zum ersten Mal im Augsburger Dom zu hören. Die Instrumentalbesetzung besteht aus einem obligaten Streichquartett (2 Violinen, Viola, Violon) und Orgel, sowie Flöte, zwei Klarinetten, zwei Hörnern, zwei Trompeten und Pauken ad libitum. Diese Instrumentierung ermöglicht bei der Aufführung eine große Flexibilität. Durch den zusätzlichen Einsatz von Bläsern und Pauken wird ein besonders festlicher Charakter erzielt. Wegen ihrer eingängigen Melodik hat diese Weihnachtsmesse besonders in Süddeutschland eine überaus weite Verbreitung gefunden.
- op. 9 Lateinische Messe in D für 4 Singstimmen, 2 Violin, Viola, Violon und Orgel obligat, Flöte, 2 Clarinett, 2 Hörner, 2 Trompetten und Pauken nicht obligat (Alternativfassung: Messe in D für 4 Männerstimmen, 2 Violinen, Viola, Violon u. Orgel oblig.; Flöte, 2 Clarinetten, 2 Hörner, 2 Trompeten u. Pauken nicht oblig.)
- op. 11 Festmesse Nr. 1 in B für Soli, Chor und Orchester
- op. 15 Lateinische Messe in G für Sopran, Alt, Tenor, Bass, 2 Violinen, Viola, Violon & Orgel oblig., Flöte, 2 Clarinetten, 2 Hörner, 2 Trompetten u. Pauken nicht oblig.; zum Gebrauche gut besetzter Land- u. kleinerer Stadtchöre
- op. 24 Pastoralmesse in G für Soli, Chor und Orchester
- op. 25 „Hodie Christus natus est“ Pastoral-Graduale für Sopran, Alt, Tenor, Bass, 2 Violinen, Viola, Violon oder Orgel oblig., 1 Flöte, 2 Clarinetten, 2 Hörner, 2 Trompetten, Pauken u. Violoncello nicht oblig.
- op. 26 Pastoral-Offertorium für C oder A Clarinett-Solo, Sopran, Alt, Bass, 2 Violinen, Viola, Violon u. Orgel oblig., 1 Flöte, 2 Clarinetten, 2 Hörner u. Violoncello nicht oblig. (circa 1854)
- op. 29 Lobgesang zur Ehre des heiligen Sebastian für Sopran, Alt u. Orgel obligat, dann Tenor, Bass u. Violon nicht obligat
- op. 30 Deutsche Meßgesänge für 1 Singstimme mit Orgelbegl. u. beliebig. Gebrauche von Alt, Tenor & Bass-Stimme
- op. 35 Messe in A für Sopran, Alt, Tenor, Bass, 2 Violinen, Viola, Kontrabass u. Orgel oblig., Flöte, 2 Clarinetten, 2 Hörner, 2 Trompeten u. Pauken nicht oblig.
- op. 40 Trauer-Marsch für d. Pianoforte zu 4 Hdn. (circa 1853)
- op. 41 Messe in C (circa 1860)
- op. 45 Messe in F (circa 1860)
- op. 47 „4 Antiphonae Marianae“ (circa 1855)
- op. 56 „Dies irae“
- op. 60 Rondo pastorale
- op. 61 Messe in C für 1 Singstimme mit Orgel oblig., dann Alt, Bass, 2 Violinen, 2 Hörner ad lib.
- op. 64 „Drei Hymni Mariani“ brauchbar als Gradualien oder Offertorien
- op. 66 „Vademecum“ 112 kurze u. leichte Orgelstücke; für angehende Organisten im 2-, 3- u. 4stg. Satz in allen Dur- u. Moll-Tonarten; mit e. Anh.: Modulationen, Cadenzen, Finger- u. Pedalübungen
- op. 72 Landmesse in C für Sopran, Alt, Bass, zwei Violinen und Partiturbass oder Violon obligat, Tenor, Viola, Flöte, zwei Clarinetten, zwei Hörner, zwei Trompeten u. Pauken nicht obligat, oder auch nur für vier Singstimmen mit ausgesetzter Orgel
- op. 87 Messe in F/C (circa 1865)
- op. 88 Vesperae de Beata in D/G (circa 1880)
- op. 90 „Ave Maria“ für dreistimmig gemischten Chor
- op. 96 Messe in D/G (circa 1865)
- op. 105 Missa pastoritia in F für vierstimmig gemischten Chor, 2 Hörner, Streicher und Orgel
- op. 129 Fest-Marsch

- Oratorium „Johannes der Täufer“
- Oratorium „Maria“
- Oratorium „Die Hirten von Betlehem“
- Oratorium „Die Offenbarung“
- Sonntags-Vesper in G für 1 Singstimme mit Orgel oblig., dann Alt, Bass, 2 Violinen, 2 Hörner ad lib.
- Requiem in c-Moll nebst Libera für vier Männerstimmen mit oder ohne Orgel-Begleitung

## Karl-Kempter-Gesellschaft
Zum 4. November 2008 wurde durch den Burgauer Bernhard Löffler die Karl-Kempter-Gesellschaft aus der Taufe gehoben. Sie macht es sich zur Aufgabe, Leben und Werk des Komponisten zu erforschen und bekannter zu machen.